# Municipio de Martin (Dakota del Sur)
El municipio de Martin (en inglés: Martin Township) es un municipio ubicado en el condado de Perkins en el estado estadounidense de Dakota del Sur. En el año 2010 tenía una población de 2 habitantes y una densidad poblacional de 0,02 personas por km².

## Geografía
El municipio de Martin se encuentra ubicado en las coordenadas 45°9′55″N 102°23′57″O / 45.16528, -102.39917. Según la Oficina del Censo de los Estados Unidos, el municipio tiene una superficie total de 93.7 km², de la cual 93,59 km² corresponden a tierra firme y (0,12 %) 0,11 km² es agua.

## Demografía
Según el censo de 2010, había 2 personas residiendo en el municipio de Martin. La densidad de población era de 0,02 hab./km². De los 2 habitantes, el municipio de Martin estaba compuesto por el 100 % blancos. Del total de la población el 0 % eran hispanos o latinos de cualquier raza.